# Савин, Анатолий Иванович
Анато́лий Ива́нович Са́вин (6 апреля 1920, Осташков, Тверская губерния — 27 марта 2016, Москва) — советский и российский учёный в области глобальных космических информационно-управляющих систем и реактивного управляемого оружия. Академик АН СССР и РАН. Герой Социалистического Труда (1976), лауреат государственных премий, автор более 500 научных трудов и изобретений. Непосредственный участник создания и производства технологического оборудования для получения оружейного урана и плутония, разработчик интегрированной системы ПКО страны, космического эшелона СПРН, а также системы морской космической разведки и целеуказания ВМФ. Его называли «крёстным отцом» советской программы «звёздных войн».

## Биография
Родился 6 апреля 1920 года в городе Осташкове Тверской губернии (ныне Тверская область). Отец — Савин Иван Николаевич (1887—1943), мать — Савина Мария Георгиевна (1890—1973). В середине 1930-х годов семья переехала в Смоленск. В 1937 году Савин с отличием окончил среднюю школу и отправился в Москву, где без вступительных экзаменов был принят в Механико-машиностроительный институт имени Н. Э. Баумана на факультет артиллерийского вооружения.
С началом Великой Отечественной войны вступил в народное ополчение, но в августе 1941 года указом И. В. Сталина вместе с другими студентами, которые учились создавать оружие, был отозван в тыл. Савина направили в город Горький, на завод № 92, крупнейшее в СССР предприятие по производству полевой и танковой артиллерии. Он принимал участие в проектировании и запуске в серийное производство противооткатных устройств для пушки танка Т-34 и ряда других артиллерийских орудий. Занимал должности мастера цеха, старшего контрольного мастера ОТК, инженера-конструктора, заместителя начальника конструкторского отдела. В 1943 году 23-летний студент Савин назначен главным конструктором Горьковского артиллерийского завода.
В 1946 году без отрыва от производства окончил МВТУ имени Баумана по специальности «Артиллерийские системы и установки». В том же году Савин получил свою первую Сталинскую премию.
В 1947 году назначен главным конструктором ОКБ по проектированию специальных машин, созданного на базе Горьковского артиллерийского завода по заданию академика И. В. Курчатова для решения задач советского атомного проекта. Под руководством Савина создана технологическая цепочка для диффузионного разделения изотопов урана. Его заслуги в этой области были отмечены ещё двумя Сталинскими премиями (1949, 1951).
В 1951 году Савина переводят в Москву, в КБ-1 (в дальнейшем МКБ «Стрела», ЦКБ «Алмаз»), где создавалась зенитно-ракетная система противовоздушной обороны «Беркут». Работал начальником отдела, главным конструктором, начальником ОКБ-41 (в составе КБ-1), заместителем генерального конструктора. Принимал участие в разработке ряда сложных систем управляемого реактивного вооружения классов «воздух-море», «воздух-земля», «воздух-воздух», «море-море», «земля-земля». Кандидат технических наук (1959), доктор технических наук (1965). Возглавлял работы по созданию системы орбитального перехвата «Истребитель спутников».
В 1973 году для координации работ в области противоспутникового оружия на базе ОКБ-41 был организован Центральный научно-исследовательский институт «Комета» под руководством А. И. Савина. Одним из результатов стало создание системы глобальной спутниковой морской космической разведки и целеуказания «Легенда», позволявшей отслеживать местонахождение всех авианосных групп США и стратегических атомных подводных лодок НАТО, а также наводить на них крылатые противокорабельные ракеты с ПЛАРК проектов 949 и 949А. 15 марта 1979 года Савин был избран член-корреспондентом АН СССР по Отделению общей физики и астрономии (специальность — радиофизика и электроника), 26 декабря 1984 года — академиком АН СССР по Отделению информатики, вычислительной техники и автоматизации (специальность — автоматизированные системы). В 1984 году ему присвоено звание профессора.
В 1999—2004 годах — научный руководитель ФГУП «ЦНИИ „Комета“». Одновременно руководил базовой кафедрой Московского института радиотехники, электроники и автоматики.
В 2004—2006 годах — Генеральный конструктор Концерна ПВО «Алмаз-Антей», с мая 2007 года — научный руководитель Концерна. Основное направление — проработка проблемы сдерживания вооружённых конфликтов любого масштаба и предотвращения войны.
6 апреля 2010 года на сайте Президента России была опубликована открытая поздравительная телеграмма, адресованная Анатолию Савину в связи с его 90-летием.
Был председателем Научного совета РАН по проблемам обработки изображений, членом Экспертно-консультативного совета по устойчивому развитию при Госдуме РФ, Экспертного совета при Правительстве РФ и ряда других советов.
Скончался 27 марта 2016 года в Москве. Выражая слова соболезнования, Премьер-министр РФ Дмитрий Медведев отметил: «Ушёл из жизни человек, которого по праву называют легендой оборонно-промышленного комплекса страны. Талантливый конструктор и организатор, академик Савин внёс большой вклад в обеспечение национальной безопасности».
Похоронен 30 марта на Троекуровском кладбище.
В апреле 2017 года на территории концерна ВКО «Алмаз-Антей» открыт памятник.

## Семья
Супруга — Григорьева Евгения Васильевна (1919—1998).
Дочери: Савина Лидия Анатольевна (р. 1942), инженер-конструктор; Савина Ирина Анатольевна (р. 1949), художник.
Внучки: Нерсесова Евгения Сергеевна (р. 1970), филолог; Нерсесова Александра Сергеевна (р. 1973), художник.

## Увлечения
Увлекался живописью и искусством.
Болельщик ФК «Торпедо» (Москва).

## Награды

### Награды СССР
- Герой Социалистического Труда (Указ Президиума Верховного Совета СССР от 15 сентября 1976 года) — за выдающиеся заслуги в создании новейших разработок вооружения и в укреплении оборонной мощи СССР;
- четыре ордена Ленина (6 июня 1945 года; 8 декабря 1951 года; 26 апреля 1971 года; 15 сентября 1976 года);
- орден Отечественной войны II степени (18 ноября 1944 года);
- три ордена Трудового Красного Знамени (5 января 1944 года; 29 октября 1949 года; 20 апреля 1956 года).

### Награды Российской Федерации

Президент России Дмитрий Медведев вручает Анатолию Савину орден «За заслуги перед Отечеством» II степени

- орден «За заслуги перед Отечеством» II степени (6 апреля 2010 года) — за большой вклад в разработку, создание специальной техники и многолетнюю плодотворную деятельность[9];
- орден «За заслуги перед Отечеством» III степени (26 июня 1995 года) — за заслуги перед государством, успехи, достигнутые в труде, большой вклад в укрепление дружбы, сотрудничества между народами и самоотверженные действия при спасении погибавших[10];
- Благодарность Президента Российской Федерации (10 февраля 2006 года) — за большой вклад в разработку специальной техники и многолетний добросовестный труд[11];
- Почётная грамота Правительства Российской Федерации (4 апреля 2000 года) — за большой личный вклад в создание радиоэлектронной аппаратуры специального назначения и в связи с 80-летием со дня рождения[12].

### Премии
- Сталинская премия первой степени (26 января 1946 года) — за коренное усовершенствование технологии и организацию высокопроизводительного поточного метода производства пушек, обеспечившие значительное увеличение их выпуска при снижении расхода металла и уменьшении потребности в рабочей силе[13][14].
- Сталинская премия второй степени (29 октября 1949 года) — за разработку разгрузочного механизма для завода «А» комбината № 817.
- Сталинская премия первой степени (6 декабря 1951 года).
- Ленинская премия (1972 год).
- Государственная премия Грузинской ССР.
- Государственная премия СССР (1981 год).
- Государственная премия Российской Федерации (1999 год).
- Национальная телевизионная премия «Победа» в номинации «Легенда оборонно-промышленного комплекса» (20 мая 2005 года) — за особенный вклад в создание оборонного щита России[15].

### Награды РАН
- Золотая медаль имени А. А. Расплетина (1970 год) — за совокупности выдающихся работ в области радиотехнических систем управления[16].
- Золотая медаль имени А. С. Попова (2010 год) — за цикл работ «Физические основы обнаружения слабоконтрастных малоразмерных объектов на фоне различных образований в околоземном космическом пространстве»[17].

## Увековечение в памяти
1. Мемориальная доска и бронзовый бюст на Велозаводской улице
2. Почётный сотрудник Концерна ВКО «Алмаз-Антей».